# ロールス・ロイス トレント

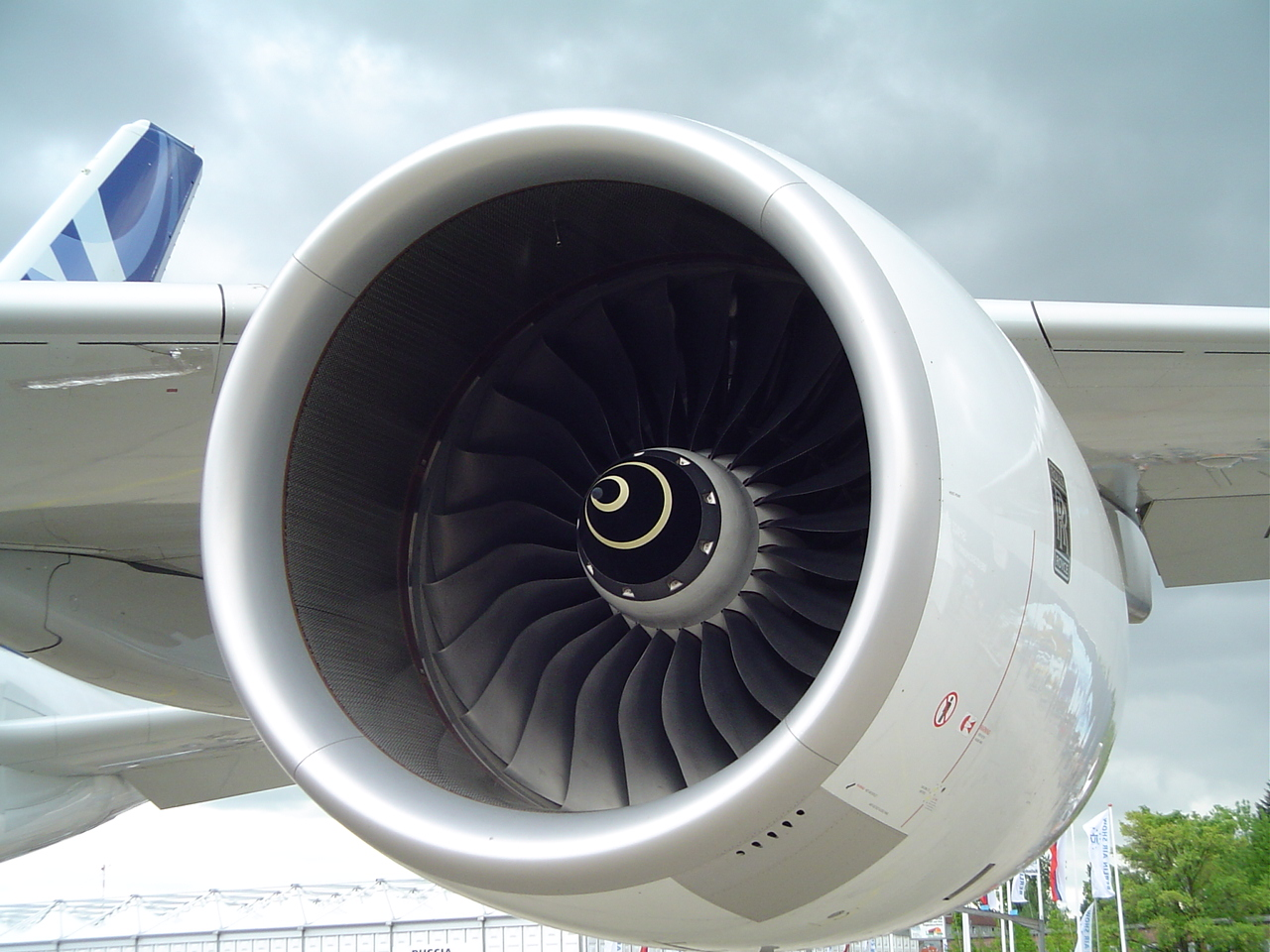
エアバスA380に搭載されたトレント900

トレント（Trent ）は、イギリスのロールス・ロイスが製造する航空機エンジン。本項では3代目にあたる大型旅客機用高バイパス比ターボファンエンジンの現行シリーズを主に扱う。
名称はトレント川に由来する。なお、歴代ロールス・ロイス製ジェットエンジンのほとんどにイングランドを流れる河川名の愛称が与えられている理由については、ウェランドの項を参照されたい。

## 歴史
ロールス・ロイスは技術的飛躍を目指したRB.211の開発が難航したため経営難に陥り、1971年から一時国有化されていたが、1987年にサッチャー政権下で再度民営化された。この頃、RB.211の販売は比較的好調だったものの、大型民間機市場における同社製エンジンのシェアは8%にまで下落し、あいかわらず競合他社であるゼネラル・エレクトリック・エアクラフト・エンジンズ（GEAE）とプラット・アンド・ホイットニー（P&W）の後塵を拝していた。これは主にRB.211を標準搭載するロッキード L-1011 トライスターの販売不振と、イギリス航空産業の斜陽化、冷戦緩和に伴う軍縮に起因するもので、同社は伝統に裏付けられた高い技術力と製造品質を誇る同社は起死回生の機会を渇望していた。
折りしも、2人乗務で運行でき三発機よりも経済的な中～大型双発機計画（後のボーイング777やエアバスA330等）が持ち上がり、新世代の大推力エンジンの需要が勃興した。これらにはETOPS（Extended-range Twin-engine Operational Performance Standards、非常時の洋上片発飛行能力）認証に適う超高信頼性も同時に要求されており、ロールス・ロイスはRB211-524L計画案を元に、これを更に拡大洗練する方途を選んだ。
ロールス・ロイスは将来の大型航空機用エンジンの市場で勝つために、全ての大型民間機を対象とすることを決めた。新型エンジンを市場に供給するためには莫大な開発資金が必要となるため、共通のエンジンコアを基に系列化を進めることが開発費用を抑制するための唯一合理的な方法であった。RB211で採用された3軸設計は、新系列のエンジンの基本型として高圧（HP）、中圧（IP）、低圧（LP）のそれぞれのタービン/圧縮機の大きさや能力を個別に変更できるため、柔軟性に富んでいた。
基本的に既存機のスケールエンジニアリングであったため開発は極めて順調に進み、早くも1988年のファーンボロー航空ショーの場で、「トレント」と名付けられたRB.211発展型の発表に漕ぎ着けた。
トレントが開発された結果、キャセイパシフィック航空やブリティッシュ・エアウェイズ、カンタス航空といったイギリスに関係のある航空会社以外にも、シンガポール航空やタイ国際航空、マレーシア航空、ルフトハンザドイツ航空、ニュージーランド航空、ハワイアン航空等、過去にロールス・ロイス製エンジンを採用していなかった航空会社がこぞって発注するようになり、シェアを高めることができた。さらに日本でもボーイング787のローンチカスタマーである全日本空輸がトレント1000を選択した。スカイマークではエアバスA330でのトレント700を、エアバスA380でトレント900を選択した。日本航空はエンジンがトレントXWBのみとなるエアバスA350 XWBを発注した。
ロールス・ロイスはトレント計画に必要な初期投資について英国政府から援助を受けており、その額は1997年にトレント8104、500、600のために2億ポンド、2001年にトレント600と900のために2億5000万ポンドに上った。一方、トレント1000の開発にあたっては援助を受けていない。初期投資は各エンジンの販売に応じてロイヤリティとして政府に返済されている。

## 技術的特徴

### 3軸式
RB.211の3軸式レイアウトを継承している。一般的な2軸式ターボファンより軸受機構が複雑化するかわりに圧縮機設計を最適化できるため、うまく設計すればエンジン全体として同規模の2軸式エンジンと同じ性能で小型軽量化、高剛性・低騒音化、高性能・高信頼化できる可能性がある。
また3軸ユニット各々の規模を拡大縮小する事で、多様な性能と推力の需要に応えるファミリーを形成する事が可能になっている。例えば直径116-inch（290cm）のファンを持つトレント900はA380の顧客によって要求される厳しい新騒音基準も満たしつつ、離陸速度を維持する。一方でコアのサイズを変えることで高圧タービン入口温度は出来るだけ低く維持されるようになり、整備コスト低減も果たしている。また800は700と同一の高圧系と中圧タービンを用いつつ高圧縮化されているが、これは中圧コンプレッサと低圧タービンの容量拡大によって達成された。
ターボ機構をRB.211から一新したことにより性能が向上し、騒音・排出ガスレベルが改善されている。トレント700シリーズで改良された高圧系をRB211-524Gと-524Hに導入することによって大幅に性能が改善され、それぞれ-524G-T, -524H-Tになった。

### 可変静翼機構
元のRB211計画が始まったとき、ロールス・ロイスはアメリカの競合他社とは異なり、圧縮機システムについては可変静翼を全廃する予定だった。しかし、中圧圧縮機（IPC）の作動領域が限られているため、加速時のサージ耐性を高めるには少なくとも中圧コンプレッサの最前列（インレット・ガイドベーン）を可動にすべきということが研究過程の初期で明らかになり、RB.211とトレントシリーズにも採り入れられた。しかし他の2軸式ターボファンでは必須の多数の可変静翼機構が3軸式のRB.211には存在せず、簡略化、軽量化、信頼性向上が図られている。

### チタン製中空ファンブレード
チタン製で中空のファンブレードは、摩擦攪拌接合により3枚のチタン薄板の外周部を接合し、金型内で板の間に液体を注入して加圧（ハイドロフォーミング）する事により、3次元的に成型されている。
GEアビエーション等、耐衝撃性に劣る複合材のファンブレードを採用している他社が、バードストライク対策として前縁部のみチタン複合材としているのに対し、ロールスロイスはRB.211で当初、自社開発したCFRP（商品名ハイフィル）製ファンブレードがバードストライク試験をなかなかパスできなかった経験を活かし、堅牢かつ軽量なチタン製中空ファンブレードを独自開発した。

## 各種型

### トレント600
最初の生産型でMD-11向けに開発された。しかし、MD-11自体の販売不振に加え、カスタマーはブリティッシュ・カレドニアン航空とエア・ヨーロッパのみに留まり、前者は1987年のブリティッシュ・エアウェイズへの吸収合併に伴い発注をキャンセルされ、後者は湾岸戦争の影響で倒産した。
600は2000年、長距離型B767-400ER向けにエンジン・アライアンス GP7172と共に採用されたが、アメリカ同時多発テロ事件以降の航空機需要の冷え込みと原油価格の高騰で計画放棄された。このため、近代化型B747-8はGEnxのみ選択可能になっている。

### トレント700
エアバスA330向けには当初トレント600（680）が予定されていたが、A330が計画値より重量超過したため、拡大版700（720）が新規に設計された。
1989年にキャセイ・パシフィック航空から10機、トランス・ワールド航空から20機の確定発注を受けて翌1990年に進空し、1994年に90分、1995年に120分、1996年には180分間のETOPS認証を獲得した。2007年のパリ航空ショーまでに700は140基を受注し、A330搭載エンジンの41%のシェアを獲得している。

### トレント800
ボーイングのB767X（767の拡大版）案に対しては760が提示されていたが、計画は1990年に推力80,000ポンド級の高推力エンジンを要求する大型のボーイングB777へと変更された。ファン径を700系の2.47mから2.79mに拡大した800を新設計するにあたり、ロールス・ロイスは川崎重工業と石川島播磨重工（現・IHI）に技術協力と11%の生産分担を要請した。
800の地上試験は1993年に開始されて1995年に耐空証明を、翌1996年には180分間のETOPS認証を700と共に取得している。同社とは永年のパートナーでもあったブリティッシュ・エアウェイズが（B777のローンチカスタマーの一社として）ゼネラル・エレクトリックの「GE90」を選定した事もあり、当初は販売面で苦戦したものの、長らくP&Wのユーザーであったシンガポール航空から大量に受注。以後は800の高い信頼性と同社のアフターサービスの良さが好評を博して形勢を逆転し、ブリティッシュ・エアウェイズもB777-200ERの追加発注に際しては800を選定している。さらにはアメリカン航空やデルタ航空など北米の大手エアラインに加え、タイ国際航空などのアジアや中東のエアラインも800を選定、同社のユーザー拡大に大きく貢献した。

### トレント8104/8115
1998年に持ち上がったB777の長距離型777-300ER計画に、トレント800の拡大版8104、続いて777Xのために8115を提案した。8104は初めて推力100,000 lbf (440 kN)、続いて推力110,000 lbf (490 kN)を達成したにもかかわらず、GEアビエーションの社長のジェームズ・マックナーニ（のちにボーイング社CEO）がボーイングに対して「自社のエンジンを777Xに排他的に採用するのであれば開発費として最大5億ドルを負担する」という提案を行ったため、ボーイングは1999年7月にGE90-110BとGE90-115Bを長距離型777（B777ER）の唯一のエンジンとして採用した。
行き場を失った8104は、完全後退角の幅広のファンを初めて採用し、業界初の大推力を達成したにもかかわらず、デモンストレーション専用という不遇をかこっている。777Xのために提案された8105ではファンの直径が8104から2.5％拡大された3.05 mになり、推力は115,000 lbf (510 kN)にまで引き上げられる予定だったが、ボーイングが777Xのエンジンの供給をGEアビエーションに限定したために開発されなかった。

### トレント500
エアバスの四発長距離機A340に採用されていたCFM56は性能向上の限界に達していた。ストレッチ型のA340-500/-600に対し、1996年にはGEとエアバスの間で新エンジン開発が一旦合意されたが、独占供給契約を要求するGEの高姿勢に反発したエアバスはこれを拒否した。残るP&Wとの競争に勝利したロールス・ロイスは縮小版500の開発に着手し、1997年のパリ航空ショーでA340-500/-600への採用が発表された。
500は1999年に完成、翌2000年に耐空証明を得て、15の航空会社で150機以上のA340シリーズに搭載されている。

### トレント900
1990年代初頭にエアバスがB747への対抗機案A3XX（後のA380）を構想した際、ロールス・ロイスは900計画で即座に呼応し、ローンチエンジンに採用された。ファンの更なる巨大化に伴い、最内軸がトルク打ち消しのため反転された。リスク・収益分担パートナーはITP（インダストリア・デ・ターボ・プロパルゾレス）（西、低圧タービン）、ハミルトン・スタンダード（米、電子装置）、アヴィオ（伊、ギアボックス）、丸紅（日、部品）、ボルボ・エアロ（瑞、圧縮機容器）、グッドリッチ（米、ファン容器、センサ類）、ハネウェル（米、油圧系）の7社である。また三星電子（韓）、川崎重工業、石川島播磨重工も従来通り協力している。A380は当初計画より12か月遅延しているが、2007年9月現在53%で900が選択されている（残余はエンジン・アライアンス GP7000）。
2010年11月4日、カンタス航空32便（エアバスA380）のトレント900エンジン1基（左翼内側）が飛行中に爆発し、エンジンがむき出しになり、主翼に穴が開いた。その後の調査でタービン部品の欠陥による油漏れのため、油が燃焼して中圧タービンディスクを固定するピンがはずれたことが分かった。ロールス・ロイスはこれをトレント900固有の問題としている。最大でカンタス14基、シンガポール航空20基、ルフトハンザ2基の交換の可能性がある。

### トレント1000
B787の開発に際しボーイングは当初GE一社に供給を絞る心算だったが、インターフェースを共通化して、各社のエンジンをパイロンごと交換可能な民間機初のシステムを採用する事になり、ロールス・ロイスも1000で開発に参加した。ロールス・ロイスは独立行政法人物質・材料研究機構（NIMS）とガスタービンエンジン向け超耐熱合金の共同研究を行い、NIMS開発の単結晶超合金をタービン翼に採用した。タービン翼に初めて国産の材料が使われたことになる。川崎重工業（中間圧縮機モジュール）、三菱重工業（燃焼器、低圧タービンブレード）、ITP（低圧タービン）、カールトン鍛造所（加、ファンケース）、ハミルトン・スタンダード（ギアボックス）、グッドリッチ（電子装置）の6社がリスク・収益分担パートナーとして総計35%を担当している。
787の「ワーキングトゥゲザー」で最大手ユーザーになる予定の全日空（ANA）が2004年に1000を選択したことを発表し、全日空向けトレントの契約額は10億米ドルを越えた。その後、世界最大の航空機リース会社インターナショナル・リース・ファイナンスからも大量発注を受け、B787用で38%のシェアを占めている。
1000は2006年頭に初火入れされ、ロールス・ロイス社有の747-200改造機で試験された結果、翌年夏に耐空証明を得たが、2007年中に予定されていた787の進空は約2年遅延した。さらに2010年8月には、ロールス・ロイスで地上試験中だった1000が爆発し、試験設備が破壊された。
2016年、立て続けに中圧タービンのニッケル合金製タービンブレードが破断するトラブルが発生したが、2017年から対策品が製造されて換装が始まり、2021年までに全ての作業を終えた。これらの不具合が発生したことを受け、ANAでは2021年以降から新規導入したB787にはGE社製のエンジン（GEnx）を選定するなど、ユーザー間でリスク回避やエンジンメーカーの鞍替えといった動きが広まっている。

### トレント1500
B777-200LR/300ERの対抗機として計画された、A340-500/600に用いられる予定だった500の改良型。新型双発機A350 XWB（Xtra Wide-Body）が代替することになり、実機は製作されなかった。ファンの直径は97.4インチで、トレント1000/XWBのガス発生器と低圧タービンを改良し使用する予定だった。

### トレントXWB
2005年、エアバス社はボーイング787の対抗機としてA330の改良機A350構想を発表し、ロールス・ロイスは川崎重工業の協力の下1000シリーズの強化版である1700を計画した。しかし、A350の新味の無さに市場は冷淡な反応を示したため、エアバス社は2006年7月17日、B787より更に広く大きいA350 XWBへの改案に追い込まれた。同機用向けのエンジンも「トレントXWB」と名付けられて開発され、トレントシリーズでは最高の出力を誇る。このトレントXWBは静止推力74,200から97,000ポンド、ブリードエアエンジンであり、開発には川崎重工が参加する。
2013年、推力84,000ポンドのXWB-84がA350-900に搭載されて初飛行を果たし、推力97,000ポンドのXWB-97がA350-1000に搭載された。

### トレント 7000
2014年7月14日、ファーンボロー国際航空ショーでエアバスA330neoの専用エンジンとしてトレント7000が公式発表された。
7000はこれまでA330ceoに搭載されてきた700でのノウハウに加え、1000の最新型である1000-TENから基本構造を流用、さらにXWBで採用された新技術も盛り込まれて開発された。
推力は68,000–72,000 lbf (300–320 kN)で、電気式ブリードエアシステム（electronic bleed air system、EBAS）を採用する。A330ceoの700とA330neoの7000を比較すると燃料消費率が12%（搭載時10%）改善され、バイパス比が倍増し、A330neoは厳格なロンドン・ヒースロー空港の騒音基準（QC）のQC1/0.25に適合し、聴覚での騒音を半減させる。エンジン直径は112インチで20枚のブレードを備えている。

## 諸元
| トレント・エンジン・ファミリー: 主要な項目 | トレント・エンジン・ファミリー: 主要な項目 | トレント・エンジン・ファミリー: 主要な項目 | トレント・エンジン・ファミリー: 主要な項目 | トレント・エンジン・ファミリー: 主要な項目 | トレント・エンジン・ファミリー: 主要な項目 | トレント・エンジン・ファミリー: 主要な項目 | トレント・エンジン・ファミリー: 主要な項目      |
| 型式                                       | 静止推力(lbf)                              | 自重(lb)                                   | 推力重量比                                 | 全長(in)                                   | ファン直径(in)                             | 就航年                                     | 搭載機                                          |
| ------------------------------------------ | ------------------------------------------ | ------------------------------------------ | ------------------------------------------ | ------------------------------------------ | ------------------------------------------ | ------------------------------------------ | ----------------------------------------------- |
| トレント 553                               | 53,000                                     | 10,400                                     | 5.1                                        | 154                                        | 97.4                                       | 2003                                       | A340-500                                        |
| トレント 556                               | 56,000                                     | 10,400                                     | 5.4                                        | 154                                        | 97.4                                       | 2002                                       | A340-500 A340-600                               |
| トレント 560                               | 60,000                                     | 10,400                                     | 5.76                                       | 154                                        | 97.4                                       | 2002                                       | A340-600                                        |
| トレント 600                               | 65,000                                     | 10,400                                     | 6.3                                        | 154                                        | 97.4                                       | 使用されず                                 | 使用されず                                      |
| トレント 768                               | 67,500                                     | 10,550                                     | 6.4                                        | 154                                        | 97.4                                       | 1996                                       | A330-200 A330-300                               |
| トレント 772                               | 71,100                                     | 10,550                                     | 6.7                                        | 154                                        | 97.4                                       | 1995                                       | A330-200 A330-300                               |
| トレント 772B                              | 71,100                                     | 10,550                                     | 6.7                                        | 154                                        | 97.4                                       | 1995                                       | A330-200 A330-300                               |
| トレント 875                               | 75,000                                     | 13,100                                     | 5.7                                        | 172                                        | 110                                        | 1996                                       | 777-200(506,000lb)                              |
| トレント 877                               | 77,000                                     | 13,100                                     | 5.9                                        | 172                                        | 110                                        | 1996                                       | 777-200(545,000lb)                              |
| トレント 884                               | 84,000                                     | 13,100                                     | 6.4                                        | 172                                        | 110                                        | 1997                                       | 777-200(590,000lb)                              |
| トレント 890                               | 90,000                                     | 13,100                                     | 6.9                                        | 172                                        | 110                                        | 1998                                       | 777-200ER                                       |
| トレント 892                               | 92,000                                     | 13,100                                     | 7.0                                        | 172                                        | 110                                        | 1997                                       | 777-200(656,000lb) 777-200ER 777-300(660,000lb) |
| トレント 895                               | 93,400                                     | 13,100                                     | 7.1                                        | 172                                        | 110                                        | 2000                                       | 777-200ER                                       |
| トレント 8104                              | 104,000                                    | 14,400                                     | 7.2                                        | 172                                        | 110                                        | 使用されず                                 | LW2011-211ER                                    |
| トレント 8115                              | 115,000                                    | 不明                                       | 不明                                       | 172                                        | 120                                        | 使用されず                                 | LW2011-284LR                                    |
| トレント 970                               | 75,152                                     | 13,842                                     | 5.4                                        | 179                                        | 116                                        | 2007                                       | A380-841                                        |
| トレント 970B                              | 78,304                                     | 13,842                                     | 5.6                                        | 179                                        | 116                                        | TBA                                        | A380-841                                        |
| トレント 972                               | 76,752                                     | 13,842                                     | 5.5                                        | 179                                        | 116                                        | TBA                                        | A380-842                                        |
| トレント 972B                              | 80,231                                     | 13,842                                     | 5.8                                        | 179                                        | 116                                        | TBA                                        | A380-842                                        |
| トレント 977                               | 80,781                                     | 13,842                                     | 5.8                                        | 179                                        | 116                                        | TBA                                        | A380-843F                                       |
| トレント 977B                              | 83,835                                     | 13,842                                     | 6.0                                        | 179                                        | 116                                        | TBA                                        | A380-843F                                       |
| トレント 980-84                            | 84,098                                     | 13,842                                     | 6.0                                        | 179                                        | 116                                        | TBA                                        | A380-941                                        |
| トレント 1000-A                            | 63,800                                     | 11,924                                     | 5.4                                        | 160                                        | 112                                        | 2008                                       | 787-8                                           |
| トレント 1000-C                            | 69,800                                     | 11,924                                     | 5.9                                        | 160                                        | 112                                        | 2008                                       | 787-8 787-9                                     |
| トレント 1000-D                            | 69,800                                     | 11,924                                     | 5.9                                        | 160                                        | 112                                        | 2008                                       | 787-8 787-9                                     |
| トレント 1000-E                            | 53,200                                     | 11,924                                     | 4.5                                        | 160                                        | 112                                        | 2010                                       | 787-3                                           |
| トレント 1000-H                            | 58,000                                     | 11,924                                     | 4.9                                        | 160                                        | 112                                        | 2008                                       | 787-3 787-8                                     |
| トレント 1000-J                            | 73,800                                     | 11,924                                     | 6.2                                        | 160                                        | 112                                        | 2010                                       | 787-9                                           |
| トレント 1000-K                            | 73,800                                     | 11,924                                     | 6.2                                        | 160                                        | 112                                        | 2010                                       | 787-9                                           |
| トレント XWB-75                            | 74,200                                     | 16,043                                     | 4.6                                        | 176.5                                      | 118                                        | 2014                                       | A350-941(日本航空，囯內線機材)                  |
| トレント XWB-79                            | 78,900                                     | 16,043                                     | 4.9                                        | 176.5                                      | 118                                        | 使用されず                                 | A350-800(開発中止)                              |
| トレント XWB-79B                           | 78,900                                     | 16,043                                     | 4.9                                        | 176.5                                      | 118                                        | 使用されず                                 | A350-800(開発中止)                              |
| トレント XWB-84                            | 84,000                                     | 16,043                                     | 5.23                                       | 176.5                                      | 118                                        | 2013                                       | A350-941                                        |
| トレント XWB-97                            | 97,000                                     | 16,043                                     | 6.04                                       | 176.5                                      | 118                                        | 2017                                       | A350-1041                                       |

## 航空機以外のトレント

### MT30
マリントレント30は、トレント800のコアに500のギアボックスを組み合わせた派生種（ターボシャフトエンジン）で、出力30メガワット（MW）から現状で36MWに発展した。
洋上用では発電機〜原動機を介してウォータージェットやプロペラを機械的に駆動し、イギリス海軍のクイーン・エリザベス級航空母艦に搭載されている。また、アメリカ海軍のフリーダム級沿海域戦闘艦にも搭載されたが、同級を含む沿海域戦闘艦調達は途中で打ち切られ、競合他社機を主機とするコンステレーション級ミサイルフリゲート調達に切り替えられた。

### トレント 60 ガスタービン
マリントレントに類似した発電専用型で、出力58MW時の熱効率は42.8%。
大別してDLEとWLEの2バージョンがあり、トレント700と800から部材を流用したWLEは、水噴射時出力58MW、ISA条件では52MW。
定格排気温度は420℃で、排熱はパッケージ全体の効率向上のため温水供給や蒸気タービンの駆動で回収される。